# Vincenz Eduard Milde
Vinzenz Eduard Milde (ur. 11 maja 1777 w Brnie, zm. 14 marca 1853 w Wiedniu) – austriacki duchowny rzymskokatolicki, w latach 1832–1853 książę arcybiskup metropolita Wiednia.

## Życiorys
Urodził się 11 maja 1777 w Brnie. W wieku 17 lat wstąpił do seminarium duchownego w Wiedniu. Podczas edukacji w seminarium przyjaźnił się z Vinzentem Darnautem (późniejszym profesorem historii kościoła) oraz Jakobem Frintem (przyszłym biskupem St. Pölten), były to przyjaźnie do końca życia.
Po przyjęciu święceń kapłańskich dnia 9 marca 1800 został kapelanem dworskim w Pałacu Schönbrunn, gdzie pocieszał cesarza Franciszka II po przegranej bitwie z Napoleonem Bonaparte.
16 stycznia 1823 cesarz Austrii przedstawił go na urząd biskupa Litomierzyc, papież zatwierdził jego kandydaturę 16 maja tego samego roku. Otrzymał sakrę 13 lipca 1823 z rąk biskupa Matthiasa Paula Steindla. 27 grudnia 54 letni Milde został wyznaczony arcybiskupem Wiednia, Grzegorz XVI zatwierdził jego nominację 2 miesiące później. Ingres do katedry św. Szczepana odbył się 31 maja 1832.
Zmarł 14 marca 1853 w wieku 75 lat.